# Cieza (Cantábria)
Cieza é um município da Espanha na comarca de Besaya, província e comunidade autónoma da Cantábria. Tem 44,1 km² de área e em 2021 tinha 548 habitantes (densidade: 12,4 hab./km²).

## Demografia
| Variação demográfica do município entre 1991 e 2004 [carece de fontes?] | Variação demográfica do município entre 1991 e 2004 [carece de fontes?] | Variação demográfica do município entre 1991 e 2004 [carece de fontes?] | Variação demográfica do município entre 1991 e 2004 [carece de fontes?] |
| ----------------------------------------------------------------------- | ----------------------------------------------------------------------- | ----------------------------------------------------------------------- | ----------------------------------------------------------------------- |
| 1991                                                                    | 1996                                                                    | 2001                                                                    | 2004                                                                    |
| 803                                                                     | 722                                                                     | 687                                                                     | 664                                                                     |